# Die Steinernen
Die Steinernen (šut abni) ist im Gilgamesch-Epos die Bezeichnung von mythologischen Steinwesen, denen die Wasser des Todes nichts anhaben können. Sie sind verantwortlich für die Herstellung von Staken mit einer Länge von 30 Metern, die für die Überfahrt benötigt werden und die sie während der Schifffahrt im Beisein des göttlichen Fährmannes Ur-šanabi benutzen, um zu der Insel des Uta-napišti zu gelangen.
Die Steinernen leben gemeinsam mit Ur-šanabi im Wald und unterstützen ihn möglicherweise beim Schlagen der Zedern, aus denen die Staken hergestellt werden. Ihr Beisein gewährleistet eine sichere Überfahrt. Frühere Vermutungen, dass es sich bei den Steinernen um einen Anker, steinerne Ruder, Segel oder um die Staken selbst handele, haben sich zwischenzeitlich nicht bestätigt. Vers 88 belegt, dass die Steinernen gemeinsam mit Ur-šanabi reisen:

„Oh Gilgamesch, da ist Ur-šanabi, der Schiffer des Uta-napišti. auch sind die Steinernen bei ihm.“

Somit sind die Steinernen keine Ersatzbezeichnung für die Staken, da Gilgamesch zunächst die Steinernen zerstörte und anschließend erst die Staken aus den Zedern herstellte.  Die Steinernen nutzten zudem die Staken für die Überfahrt.
Gilgamesch, dem die Steinernen zunächst den Weg zu der Fähre des Ur-šanabi versperrten, zerschmetterte sie deshalb in einem Wutanfall. Ur-šanabi führte Gilgamesch seine unkluge Handlung vor Augen, der nun selbst die Zedernäste abreißen und aus den Zedern 300 Staken herstellen musste:

„Deine (Gilgamesch) eigenen Hände verhinderten, dass wir hinüberfahren können. Du hast die Steinernen zerschmettert und in den Fluss gekippt...Steige zum Wald hinab und fälle mir 300 Stocherstangen...Schäle sie ab und versieh sie mit einem Knauf. Bringe sie dann zu mir her und lege sie auf das Schiff.“